# 班公柳
班公柳（学名：Salix bangongensis）为杨柳科柳属的植物，为中国的特有植物。分布在中国大陆的西藏等地，生长于海拔4,600米的地区，多生长于湖边或河滩地，目前尚未由人工引种栽培。